# Demétrio Ducas Comneno Cutrule
Demétrio, depois rebatizado de Miguel, Comneno Cutrul Ângelo (em grego: Δημήτριος (Μιχαήλ) Δούκας Κομνηνός Κουτρούλης Ἄγγελος; fl. 1278–1304) era o terceiro filho do déspota do Epiro, Miguel II Comneno Ducas (r. 1230–1268), que também tinha o sobrenome Cutrul, e sua esposa Teodora de Arta.
Em 1278, Demétrio casou-se com Ana Paleóloga, filha do imperador bizantino Miguel VIII Paleólogo (r. 1259–1282), e recebeu de seu sogro o prestigioso título de déspota. Deste casamento, teve dois filhos, Andrônico e Constantino. De um segundo casamento, desta vez com Ana Terter da Bulgária, filha de Jorge I Terter da Bulgária, teve muitos outros.
Ele é mencionado nas fontes lutando no exército bizantino contra as tropas de Carlos de Anjou no Cerco de Berati e, vinte anos depois, contra os alanos. Em 1304, foi acusado de conspirar contra o imperador Andrônico II Paleólogo (r. 1282–1328) e então preso. Nada mais se sabe sobre ele.